# Пісковий Микола Єрофійович
Микола Єрофійович Пісковий (? — 1941) — радянський партійний діяч, секретар Київського обласного комітету КП(б)У, 1-й секретар Броварського районного комітету КП(б)У Київської області.

## Життєпис
Член ВКП(б).
У 1938 — травні 1939 року — 1-й секретар Броварського районного комітету КП(б)У Київської області.
З травня 1939 року — завідувач організаційно-інструкторського відділу Київського обласного комітету КП(б)У.
У березні 1940 — 16 травня 1941 року — секретар Київського обласного комітету КП(б)У із кадрів.
16 травня — вересень 1941 року — секретар Київського обласного комітету КП(б)У із водного транспорту.
На початку німецько-радянської війни, під час битви за Київ восени 1941 року — пропав безвісти (загинув).